# Iliá Ponomarev
Iliá Vladímirovich Ponomarev (ruso: Илья́ Влади́мирович Пономарёв, ucraniano: Ілля Володимирович Пономарьов, romanizado: Illia Volodymyrovych Ponomariov; nacido el 6 de agosto de 1975) es un político ruso-ucraniano, que fue miembro de la Duma Estatal de 2007 a 2016.
Fue el único miembro de la Duma Estatal que no votó a favor de la ley rusa de propaganda gay (se abstuvo) y que votó en contra de la anexión de Crimea por parte de Rusia en marzo de 2014. En 2015, mientras se encontraba en Estados Unidos, Ponomarev fue acusado formalmente en Rusia de malversación de fondos, que calificó de motivada políticamente.[4] En 2016, fue acusado de no desempeñar sus funciones y se exilió en Ucrania, donde obtuvo la ciudadanía ucraniana en 2019.[5][6][7]
Tras el inicio de la invasión rusa de Ucrania en 2022, Ponomarev declaró que se había unido a las Fuerzas de Defensa Territorial de Ucrania y denunció la invasión. Ponomarev también respaldó actos de sabotaje e incendios provocados en Rusia,[11][12] y lanzó un canal de televisión de oposición en ruso llamado February Morning (ruso: Утро Февраля, romanizado: Utro Fevralya).[13][14][15] [dieciséis] Tras el asesinato de Darya Dugina, Ponomarev afirmó haber estado en contacto con un grupo hasta ahora desconocido llamado Ejército Nacional Republicano que, según dijo, se atribuyó la responsabilidad del asesinato. Afirma no ser miembro, sino un partidario en quien se confía para recibir comunicados de prensa. Las afirmaciones de Ponomarev han sido tratadas con escepticismo por los observadores.
Ponomarev es el autor del libro Does Putin Have to Die?: La historia de cómo Rusia se convierte en democracia después de perder ante Ucrania, publicado el 4 de octubre de 2022 por Skyhorse Publishing.
Es uno de los organizadores originales[26] y miembro del Consejo Ejecutivo del Congreso de los Diputados del Pueblo, que es un "...parlamento de transición creado por iniciativa de 59 diputados rusos, de diversos niveles, desde el federal hasta el municipal, ejercer el poder legislativo tras el próximo colapso final del régimen de Vladimir Putin, que es un usurpador del poder.[27]" El Congreso de los Diputados del Pueblo se reunió por primera vez en Varsovia en noviembre de 2022. Una segunda reunión del Congreso se celebró en Varsovia del 20 al 23 de febrero de 2023.

## Temprana edad y educación
Ponomarev nació en Moscú.[29] Tiene una licenciatura en física de la Universidad Estatal de Moscú y una maestría en Administración Pública de la Universidad Social Estatal de Rusia.[29] Inició su carrera cuando tenía 14 años en el Instituto de Seguridad Nuclear (IBRAE) de la Academia de Ciencias de Rusia. Ponomarev fue uno de los fundadores de dos exitosas empresas emergentes de alta tecnología en Rusia, la primera (RussProfi) cuando tenía dieciséis años. Su primer puesto de trabajo fue en el Instituto de Seguridad Nuclear (IBRAE) de la Academia de Ciencias de Rusia. En 1995 y 1996, Ponomarev actuó como representante de la empresa de software de redes Banyan Systems en Rusia, creando una de las redes distribuidas más grandes en Rusia para la ahora desaparecida compañía petrolera Yukos. Después de trabajar en Schlumberger y Yukos a finales de la década de 1990, se convirtió en un empresario tecnológico de éxito.[29][30] De 2002 a 2007, Ponomarev se desempeñó como director de información del Partido Comunista de la Federación Rusa.[31]

## Carrera
Ponomarev ocupó el cargo de vicepresidente de Yukos Oil Company, en ese momento la mayor corporación rusa de petróleo y gas. Las funciones de Ponomarev durante esos cuatro años incluyeron las de CIO corporativo y director ejecutivo de la filial de Yukos, ARRAVA IMC, que se especializaba en tecnologías y servicios avanzados para yacimientos petrolíferos. Ponomarev fundó más tarde la Siberian Internet Company, que fue el origen de destacados proyectos de Internet en Rusia, como Gazeta.ru. También trabajó como Director de Desarrollo Comercial y Marketing de Schlumberger Oilfield Services y vicepresidente de estrategia, desarrollo regional y relaciones gubernamentales en IBS, que en ese momento era la mayor empresa rusa de consultoría de software e integración de sistemas.
De 2006 a 2007, Ponomarev se desempeñó como coordinador nacional del "grupo de trabajo de parques de alta tecnología", un proyecto público-privado de 6 mil millones de dólares para desarrollar una red de pequeñas comunidades en todo el país para fomentar la innovación y las actividades de I+D.
En diciembre de 2007, Ponomarev fue elegido miembro de la Duma estatal,[30] en representación de Novosibirsk. En la Duma, Ponomarev presidió el subcomité de Innovación y Capital de Riesgo del Comité de Desarrollo Económico y Emprendimiento y el subcomité de Desarrollo Tecnológico del Comité de Tecnologías de la Información y las Comunicaciones. Presentó y consiguió la aprobación de la legalización de las sociedades de responsabilidad limitada en Rusia, la Ley de Negocios en Red y exenciones fiscales para las empresas de tecnología.
Las opiniones políticas de Ponomarev se consideran de "izquierda poco ortodoxa": una posición libertaria progresista. Algunas personas lo describen como "neocomunista"[30] y los críticos dentro del Partido Comunista